# Tecolutla
Tecolutla ist eine Stadt im mexikanischen Bundesstaat Veracruz. Die Stadt ist Verwaltungssitz des Tecolutla und hat etwa 4.500 Einwohner.
Tecolutla liegt an der Mündung der Río Tecolutla in den Golf von Mexiko in der Bahía de Campeche. Tecolutla liegt 191 km nördlich von Veracruz an der Nationalstraße 180. Etwa 30 km weiter westlich liegt das UNESCO-Weltkulturerbe El Tajín. Die Erdölstadt Poza Rica liegt etwa 50 km weiter.
Der Name der Stadt bedeutet „Ort der Eulen“.
Tecolutla ist bekannt für seine Strände, Mangroven und Fischgründe, aber auch für die gefährdeten Schildkrötenarten. Die Strände liegen am nördlichen Ende der Costa Esmeralda, die von Vera Cruz herreicht. Ein Angelturnier zum Fang von Tarpunen findet jedes Jahr im Mai statt.
Das Auge des Hurrikans Dean erreichte 2007 in der Nähe dieser Stadt das Festland.